# Vittorio Hösle

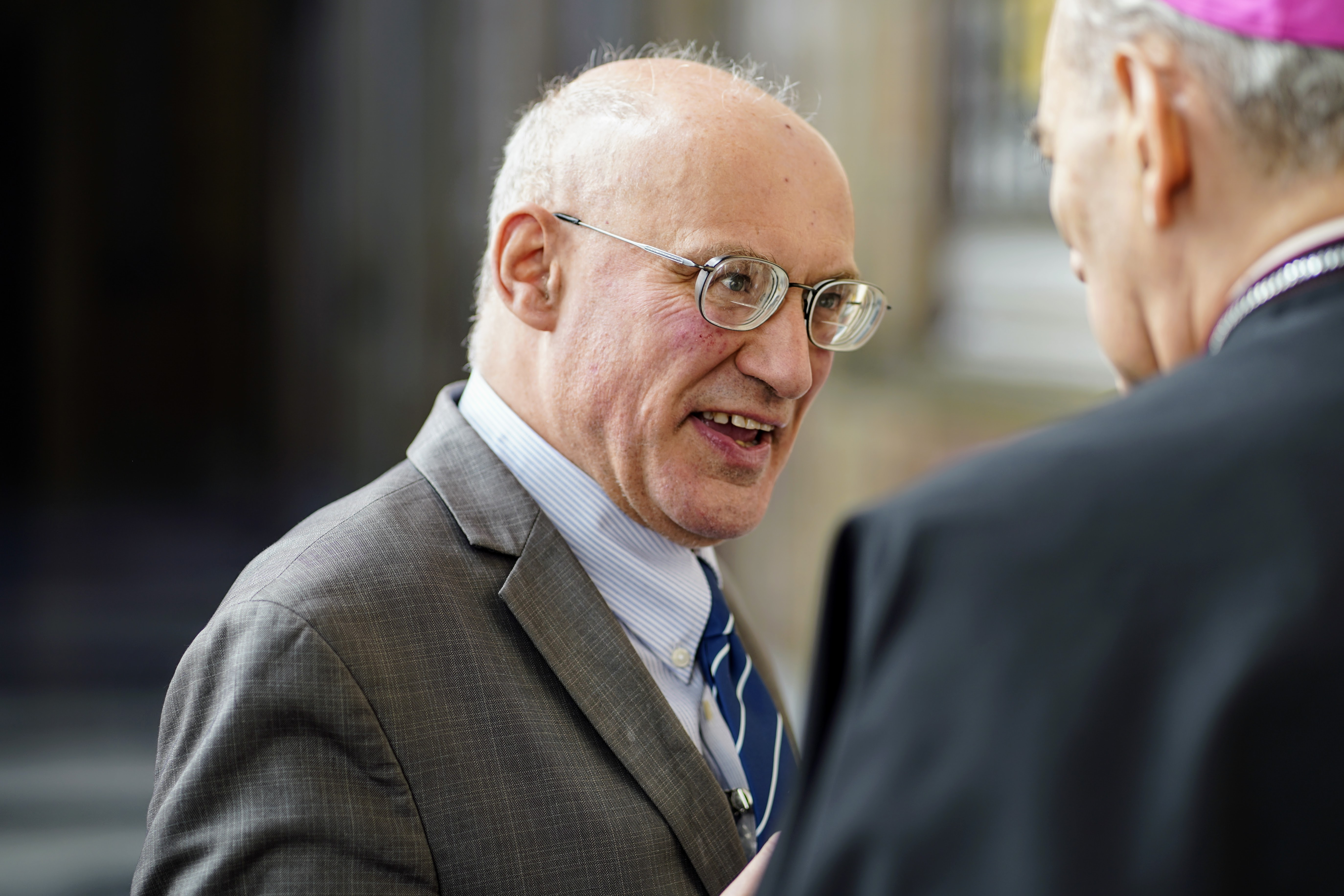
Vittorio Hösle in 2020

Vittorio Hösle (25 juni 1960) is een in Italië geboren Duitse filosoof en auteur van onder meer Hegels System (1987), Moral und Politik (1997) en, met de 11-jarige Nora K., de briefroman Het meisje en de filosoof - het verhaal van een bijzondere filosofische vriendschap (1998).
Sinds 1999 werkt hij in de Verenigde Staten, aan de Universiteit van Notre Dame.

## Carrière
In 1982 behaalde de 21-jarige Hösle zijn doctoraal in de filosofie en hij promoveerde in de filosofie in 1986 op 25-jarige leeftijd, beide aan de Universiteit van Tübingen. Dat hij deze diploma's zo snel verwierf, leverde hem de bijnamen ‘Wunderkind’ en ‘de Boris Becker van de filosofie’ op.
Sinds juli 2009 heeft Hösle 32 boeken geschreven of geredigeerd en meer dan 125 artikelen geschreven.

## Het meisje en de filosoof
In 1996 verscheen de briefroman Das Café der toten Philosophen - ein philosophischer Briefwechsel für Kinder und Erwachsene, dat in het Nederlands verscheen met de titel Het meisje en de filosoof - een diepgaande filosofische dialoog tussen een volwassene en een kind.
Als de elfjarige gymnasiaste Nora het boek De wereld van Sofie van Jostein Gaarder heeft gelezen, heeft ze nog vele vragen. Die legt ze in een brief voor aan Vittorio Hösle. In zijn antwoorden maakt hij gebruik van een spel om Nora door het doolhof van het filosofisch gedachtegoed te leiden. Daarmee wordt deze briefroman een inleiding in de filosofie voor kinderen én volwassenen.

## Publicaties (selectie)
- Cicero's Plato
- Wahrheit und Geschichte - Studien zur Struktur der Philosophiegeschichte unter paradigmatischer Analyse der Entwicklung von Parmenides bis Platon, 1984
- Die Vollendung der Tragödie im Spätwerk des Sophokles : ästhetisch-historische Bemerkungen zur Struktur der attischen Tragödie, 1984
- Hegels System - der Idealismus der Subjektivität und das Problem der Intersubjektivität, 1987
- Die Rechtsphilosophie des deutschen Idealismus, 1989
- Das Café der toten Philosophen - ein philosophischer Briefwechsel für Kinder und Erwachsene, 1996
- Moral und Politik: Grundlagen einer politischen Ethik für das 21. Jahrhundert, 1997
- Platon interpretieren, 2004
- Darwinism and Philosophy (samen met Christian Illies), 2005
- Woody Allen: An Essay on the Nature of the Comical, 2007

### Vertalingen
- Het meisje en de filosoof - een diepgaande filosofische dialoog tussen een volwassene en een kind, 1997